# Barém nos Jogos Olímpicos de Verão da Juventude de 2010
O Barém participou dos Jogos Olímpicos de Verão da Juventude de 2010 em Singapura. Sua delegação foi composta de quatro atletas que competiram em dois esportes.

## Atletismo
| Evento          | Atleta                        | Qualificação    | Qualificação | Final      | Final        |
| Evento          | Atleta                        | Resultado       | Posição      | Resultado  | Posição      |
| --------------- | ----------------------------- | --------------- | ------------ | ---------- | ------------ |
| 100 m masculino | Ali Omar Abdulla Al Doseri    | Desclassificado | -- (-- qC)   | 11.48      | 1º (Final E) |
| 200 m masculino | Faisal Jasim Mohammed Mohamed | 23.19           | 20º (6º qA)  | Não largou | -- (Final C) |

## Taekwondo
| Evento              | Atleta        | 1ª rodada              | Quartas-de-final                   | Semifinais  | Final       | Pos. final |
| ------------------- | ------------- | ---------------------- | ---------------------------------- | ----------- | ----------- | ---------- |
| Até 55 kg masculino | Ebrahim Ahmed | COL Oscar Muñoz D 7-10 | Não avançou                        | Não avançou | Não avançou | 10º        |
| Até 44 kg feminino  | Sara Sadeq    | Sem oponente           | UKR Iryna Romoldanova D RSC 1 0:16 | Não avançou | Não avançou | 7º         |